# Classe Wicher
A Classe Wicher foi uma classe de contratorpedeiros operada pela Marinha de Guerra Polonesa, composta pelo ORP Wicher e ORP Burza. Suas construções começaram no final da década de 1920 na Chantiers Navals Français em Blainville-sur-Orne; seus batimentos de quilha ocorreram em 1927, foram lançados ao mar em 1928 e 1929 e comissionados em 1930 e 1932. Os navios foram encomendados em um esforço de expandir a frota polonesa e para estreitar relações militares com a França, com um estaleiro e projeto franceses sendo escolhidos. A Classe Bourrasque serviu de base para a Classe Wicher, porém com várias modificações a pedido dos poloneses.
Os dois contratorpedeiros da Classe Wicher, como originalmente construídos, eram armados com uma bateria principal composta por quatro canhões de 130 milímetros em quatro montagens únicas, além de seis tubos de torpedo de 550 milímetros em dois lançadores triplos. Tinham comprimento de fora a fora de quase 107 metros, boca de dez metros e meio, calado de mais de três metros e um deslocamento carregado de duas mil toneladas. Seus sistemas de propulsão eram compostos por três caldeiras a óleo combustível que alimentavam dois conjuntos de turbinas a vapor, que por sua vez giravam duas  hélices até uma velocidade máxima de pouco mais de 33 nós (62 quilômetros por hora).
Os navios tiveram um início de carreira tranquilo, ocupando-se de exercícios e viagens diplomáticas. O Wicher foi afundado por ataques aéreos nos primeiros dias da Segunda Guerra Mundial em 1939. O Burza, por sua vez, conseguiu fugir para o Reino Unido e passou a atuar junto com a Marinha Real Britânica. Ele escoltou vários comboios no Oceano Atlântico e Mar do Norte, além de ações relacionadas à Campanha da Noruega e Operação Dínamo. Foi colocado na reserva em 1944 e usado como navio de treinamento, retornando para a Polônia apenas em 1951. Serviu até 1960, quando se tornou um navio-museu, porém foi substituído pelo ORP Błyskawica em 1977 e desmontado.